# Palaeochrysophanus eurydame
Palaeochrysophanus eurydame är en fjärilsart som beskrevs av Hoffman 1806. Palaeochrysophanus eurydame ingår i släktet Palaeochrysophanus och familjen juvelvingar. Inga underarter finns listade i Catalogue of Life.